# Chainarong Boonkerd
Chainarong Boonkerd (thailändisch ชัยณรงค์ บุญเกิด, * 21. November 1996), auch als Diao bekannt, ist ein thailändischer Fußballspieler.

## Karriere
Chainarong Boonkerd stand von 2019 bis Ende 2021 beim Nakhon Ratchasima FC als Torwart unter Vertrag. Der Verein aus Nakhon Ratchasima spielt in der ersten Liga des Landes, der Thai League.  Für Korat stand er in der ersten Liga zweimal zwischen den Pfosten. Zur Rückrunde 2021/22 wechselte er im Januar 2022 zum Zweitligisten Lamphun Warriors FC. Am Ende der Saison feierte er mit dem Verein aus Lamphun die Meisterschaft der zweiten Liga und den Aufstieg in die erste Liga. In der ersten Liga kam er jedoch nicht zum Einsatz. Zu Beginn der Saison 2023/24 wechselte er im Juli 2023 zum Zweitligaaufsteiger Pattaya United FC. Nach einer Spielzeit, in der er 21-mal im Tor stand, kehrte er im Sommer 2024 zu seinem ehemaligen Verein Lamphun Warriors zurück. Nach einem Ligaspiel wurde sein Vertrag im Sommer 2025 nicht verlängert. Im Juni 2025 unterschrieb er in Rayong einen Vertrag beim Erstligisten Rayong FC.

## Erfolge
Lamphun Warriors FC
- Thailändischer Zweitligameister: 2021/22  ▲